# Майкл Скотт (персонаж)
Майкл Гэри Скотт (англ. Michael Gary Scott, род. 15 марта 1965 года) — вымышленный персонаж и протагонист сериала «Офис», исполненный Стивом Кареллом. Майкл является региональным менеджером филиала компании по поставке офисной бумаги «Дандер Миффлин» (англ. Dunder Mifflin) в Скрантоне, штат Пенсильвания, однако, в конце 5 сезона временно увольняется, чтобы основать собственную компанию «Бумажная компания Майкла Скотта» (англ. Michael Scott Paper Company) с Пэм Бисли и Райаном Ховардом. В 6 сезоне, между эпизодами «Встреча» и «Менеджер и продавец» он руководит филиалом вместе с Джимом Халпертом. В конце 7 сезона Майкл делает предложение Холли Флакс, одно время работавшей в офисе во время отсутствия Тоби Флэндерсона, и переезжает в штат Колорадо, чтобы помогать ей заботиться о пожилых родителях. Последнее появление Майкла в сериале случилось в финальной серии 9 сезона, когда он приехал на свадьбу Дуайта Шрута.
За исполнение роли Стив Карелл получил похвалу от критиков и зрителей, а также 6 лет подряд номинировался на премию «Эмми» за лучшую мужскую роль в комедийном телесериале, и выиграл премию «Золотой глобус» за лучшую мужскую роль в телевизионном сериале — комедия или мюзикл» в 2006 году.

## Кастинг

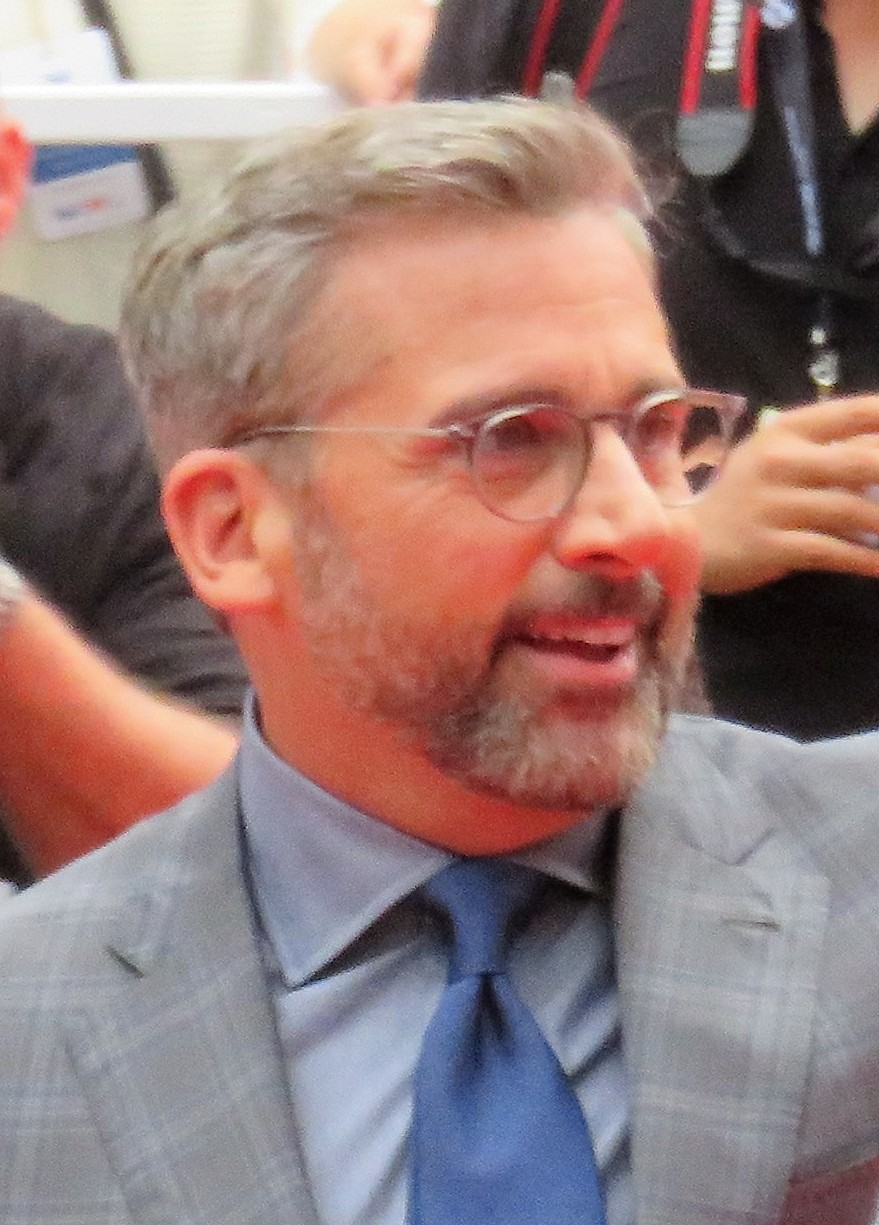
Стив Карелл исполнил роль Майкла Скотта в американской адаптации ситкома «Офис»

Все персонажи ситкома были специально адаптированы для американской версии. Изначально сотрудница NBC, Трейси МакЛафлин, порекомендовала Пола Джаматти для исполнения главной роли продюсеру Бену Сильверману, однако Джаматти отказался участвовать в проекте. Мартин Шорт, Хэнк Азария и Боб Оденкерк также были заинтересованы в роли; Оденкерк даже прошёл кастинг. В январе 2004 года издание Variety сообщило, что Стив Карелл вёл переговоры о получении роли; в то время его также взяли на главную роль в ситкоме «Иди к папочке». Из-за загруженности Карелла на роль Майкла Скотта приняли Боба Оденкерка, его даже представили продюсерам NBC как часть основного актёрского состава. Пол Радд сказал Стиву, что американская адаптация «Офиса» никогда не будет настолько же хороша, как британская версия. Вскоре ситком «Иди к папочке» был закрыт, и Карелл получил роль в «Офисе». Боб Оденкерк впоследствии исполнял эпизодическую роль менеджера вместо Стива. Карелл также признавался, что на момент кастинга видел лишь половину пилотного сезона британского сериала, и что не смотрел последующие эпизоды, чтобы полностью не копировать персонажа Рики Джервейса.
Стэнли Туччи, Филип Сеймур Хоффман, Бруно Кёрби, Тим Блейк Нельсон, Стивен Кольбер, Дэвид Херман, Майк Уайт, Грег Киннир, Дэвид Кросс, Роб Шнайдер, Ноа Эммерих, Рик Моранис, Дэн Эйкройд, Юджин Леви, Дэн Кастелланета, Дэвид Кокнер, Дэвид Аркетт, Ричард Кайнд, Роберт Таунсенд, Стив Бушеми, Кристофер Хейден-Гест, Кевин Нилон, Дэйв Фоли, Оуэн Уилсон, Джейсон Ли, Мэттью Бродерик, Джон Фавро, Уильям Мэйси, Джон Си Райли и Луи Си Кей также рассматривались на роль Майкла Скотта.
Аудиторию для «Офиса» помогли привлечь предыдущие успешные проекты Карелла, где он играл второстепенные роли: «Брюс Всемогущий» (высокомерный соперник персонажа Джима Керри) и сатирическая комедия «Телеведущий: Легенда о Роне Бургунди», где Карелл исполнил роль тугодумного ведущего прогноза погоды Брика Темленда. Несмотря на то, что «Офис» стартовал с посредственными рейтингами, руководство NBC приняло решение о продлении сериала после успеха фильма Карелла «Сорокалетний девственник», и ситком мгновенно стал набирать многомилионные просмотры телезрителей. Успех проекта позволил Кареллу выиграть «Золотой глобус» и премию Ассоциации телевизионных критиков в 2006 году. Он также номинировался на «Эмми» в 2006, 2007 и 2011 годах за работу в сериале. В феврале 2006 года в интервью для Entertainment Weekly Карелл признался, что ему нравится работать с NBC и что телеканал «лучший босс, каким только может быть», и что у него нет желания покидать проект. 28 апреля 2010 года на программе BBC Radio 5 Live, посвящённой кино, Карелл сказал, что больше не будет сниматься в «Офисе», т.к. срок его контракта с NBC истечёт после окончания 7 сезона, и продлевать его он не планирует. 27 июля того же года NBC подтвердили эту информацию.
Сам же Карелл объяснил, почему решил покинуть проект в одном из подкастов с бывшими коллегами по «Офису»:
Пришло время другим персонажам стать главными и другим сюжетным линиям получить развитие. Думаю, что так было правильно, время было выбрано верно для всех, но в то же время для меня это чувство радости, что мы прошли через всё это вместе. Мне был дан шанс отдохнуть со всеми. И то, как последние два эпизода были структурированы, показалось мне очень важным, чтобы попрощаться как Майклу и как друзьям в этот момент совместной работы. Но да, это было очень, очень эмоционально.

## Информация о персонаже

### Биография
Майкл Гэри Скотт родился 15 марта 1965 года в Скрантоне, штат Пенсильвания. У него было относительно трудное детство, полное одиночества. В пилотном эпизоде Майкл говорит, что у него есть брат. В эпизоде «Дандер Миффлин-Бесконечность» (4 сезон 3 серия) он признаётся, что у него были проблемы с образованием в начальной школе, потому что его исключили из 2 класса. В эпизоде «День различий» (1 сезон 2 серия) выясняется, что у Майкла среди предков были англичане, ирландцы, немцы и шотландцы, а также он на 2/15 коренной американец. Майкл упоминает и своего отчима, Джеффа, которого презирает. В эпизоде «Кумовство» (7 сезон 1 серия) становится известно, что у него есть сводная сестра, с которой он не виделся 15 лет. После их воссоединения Майкл нанимает в офис своего племянника, Люка, в качестве стажёра, но столкнувшись с его неподобающим и грубым поведением, выпорол его, после чего Люк в слезах покидает «Дандер Миффлин».
В эпизоде «День ребёнка» (2 сезон 18 серия) Майкл говорит, что в детстве был звездой шоу «Fundle Bundle», хотя позднее становится понятно, что он был гостем на программе, как и множество других детей. Пока он показывает коллегам плёнку с записью, он также говорит о своих детских мечтах: иметь 100 детей, чтобы у него было 100 друзей, ведь никто не сможет отказаться быть его другом. Скотт не смог поступить в колледж, потому что потерял все деньги за обучение в пирамидальной схеме.
Майкл начинал в «Дандер Миффлин» в качестве продажника в начале 1990-х. В эпизоде «Выступление Дуайта» (2 сезон 17 серия) он показывает металлическую бляшку и сертификат, которые получил в 1996 и 1997 годах как «Лучший продажник года». Дуайт также хвалит его в удалённой сцене эпизода «Переворот» (3 сезон 3 серия), где говорит, что половина клиентской базы компании в Скрантоне — заслуга именно Майкла. В эпизоде «Клиент» (2 сезон 7 серия) он удивляет свою на тот момент начальницу Джен Левинсон-Голд своим неординарным подходом к переговорам с потенциальным клиентом, и удачно заключает сделку. Пэм Бисли и Райан Ховард также впечатлены умением Майкла вести переговоры и вести продажи, поэтому вдвоём устраиваются в его компанию «Бумажная компания Майкла Скотта», увольняясь из «Дандер Миффлин». В эпизоде «Пруд с карпами» (6 сезон 8 серия) Джим Халперт также признаётся, что однажды может стать таким же хорошим продажником, как и Майкл; сам же Майкл в разговоре с Райаном (эпизод «Пожар» (2 сезон 4 серия)) признаётся, что стал продажником для того, чтобы заводить друзей. После того, как он стал региональным менеджером в молодом возрасте, он продолжал относиться к рабочим отношениям как к личной дружбе, и понял основную сложность в этом из-за того, что все коллеги на работе ниже по должности и по статусу, чем он сам. Тем не менее, за пределами офиса он поддерживает дружеские отношения с некоторыми людьми.
Когда Майкл взаимодействует с другими персонажами, он поверхностен, чёрств, невежествен, и не знает базовые социальные нормы. Он также склонен переоценивать собственную значимость в глазах коллег, и не понимает, почему они не разделяют его энтузиазма. Майкл считает, что офис «должен быть местом, где сбываются мечты». Несмотря на многие отрицательные черты характера и завышенное чувство собственной важности, Майкл любит компанию и изо всех сил пытается помочь коллегам, если думает, что у них есть проблемы. В эпизоде «Последние Данди Майкла» (7 сезон 21 серия) в прощальной песне становится известно, что Майкл проработал там 9 986 000 минут, т.е. он пришёл в «Дандер Миффлин» в апреле 1992 года.
Основное желание Майкла быть центром внимания часто становится причиной его эгоистичного поведения. В эпизоде «Ущерб» (2 сезон 12 серия), когда он обжёг ногу, ему хочется, чтобы Пэм и Райан потакали его капризам, чего они не делают, в то время как Дуайт воспринимает его случайную травму слишком серьёзно. В эпизоде «Свадьба Филлис» (3 сезон 16 серия) он открыто заявляет, что его присутствие на церемонии будет главным событием вечера. Майкл обижается, когда отец Филлис отодвигает его важность на второй план, произносит оскорбительный и фамильярный тост, из-за которого ему запрещают присутствовать на церемонии. Кроме того, желание Майкла всем понравиться становится причиной глупых и необдуманных поступков, о последствиях которых он задумывается только тогда, когда эти последствия наступают. Он также запоминает моменты сочувствия коллег к нему (по большей части от Джима), и тем самым компенсирует своё одиночество, чрезмерно преувеличивая их важность.
Майкл безответственен по отношению к финансам, и однажды он настолько сильно залез в долги, что ему пришлось устроиться на вторую работу в сфере телемаркетинга. Оскар составляет отчёт по всем расходам Майкла и упрекает его в том, что тот тратит деньги на бесполезные вещи. В конечном итоге, Скотт вынужден признать банкротство, что, как он считает, вступает в силу лишь с его собственного устного заявления о банкротстве.
Из-за отсутствия здравого смысла Майкл мог противостоять своим сверстникам, но сам становился объектом шуток. Он быстро обижается, если его обижают, и реакция на это часто несоразмерна причинённому вреду. Он часто непреднамеренно оскорбляет людей, но извиняется за это (эпизод «Охота на геев» (3 сезон 1 серия), когда по отношению к Оскару он употребил крайне оскорбительное слово «педик» и задел чувства Оскара). У Майкла есть пределы терпения, несмотря на игнорирование критики, насмешек и сарказма в свою сторону, и в такие моменты он уходит, чтобы подвергнуть сомнениям степень оскорбления, которую он сможет признать. Так, в эпизоде «Я что, неясно выразился?» (4 сезон 16 серия) во время утренней планёрки Стэнли нарушает субординацию по отношению к Майклу, и несмотря на то, что Тоби предлагает сделать ему выговор, Майкл отказывается, называя это всё «дружескими приколами». Затем он инсценирует увольнение Стэнли в качестве наказания последнего, но в ответ получает грубые комментарии касательно своей работы и неумения руководить людьми, а также Стэнли говорит, что все действия Майкла сделал бы «с точностью да наоборот»; более того, Стэнли признаётся, что не уважает Майкла, как начальника, и что готов рассказать о всех его действиях на работе главному офису в Нью-Йорке. Конфликт заканчивается тем, что Майкл отчитывает Стэнли за неподобающий тон его разговора с утра, и что Стэнли не может так говорить, потому что Майкл — его босс. В эпизоде «Деловая этика» (5 сезон 3 серия) также назревает конфликт, когда все сотрудники офиса на планёрке говорят о своём неэтичном поведении, а позднее Холли подвергается остракизму со стороны остальных (в том числе её унижает один из сотрудников отдела кадров), и Майкл встаёт на её защиту.
В эпизоде «Собрание» (6 сезон 2 серия) показывается, что Майкл не стремится улучшать ни своё положение, ни положение своих коллег, ошибочно полагая, что это поставит под угрозу его работу. Он невольно отказывается от повышения, тем самым лишая Джима возможности занять его должность, т.к. предпочитает статус амбициям сотрудников. Майкл саботирует Джима плохой рекомендацией, думая, что повышение Джима приведёт к его увольнению. В итоге Майкл соглашается на совместную руководящую должность с Халпертом, чтобы не потерять его.
Майкл Скотт — безнадёжный романтик, и в прошлом имел несколько романтических отношений. Впервые в «Офисе» были показаны его отношения с Джен Левинсон, которая оказалась слишком властной, и им пришлось расстаться. К концу своего пребывания в «Офисе» Майкл заметно остепенился с Холли Флакс, ради которой в эпизоде «Прощай, Майкл» (7 сезон 22 серия) переехал в Колорадо, чтобы помогать ухаживать за её пожилыми родителями. Вскоре они поженились и у них родилось 4 детей, а Майкл был назначен директором по распространению бумаги в Департаменте природных ресурсов.

### Интересы

Рабочее место Майкла Скотта на съёмках «Офиса», 2009 год

Фирменная фраза Майкла: «Сказала она!» (англ. That's what she said!), которую он использует каждый раз, когда кто-то (намеренно или нет) использует двусмысленный намёк сексуального характера, как на деловых встречах, так и при даче показаний в суде. Майкл считает произнесение этой фразы настолько неотразимым, что в эпизоде «Сексуальные домогательства» (2 сезон 2 серия) Джим подталкивает Скотта сказать это сразу после того, как Джен Левинсон и юрист попросили его остановиться.
Майкл любит песни-пародии. В эпизоде «Прощай, Тоби» (4 сезон 19 серия) он вспоминает песни «Beers in Heaven» (пародия «Tears in Heaven») и «Total Eclipse of the Fart» (пародия «Total Eclipse of the Heart»), а потом исполняет «Goodbye Stranger» специально для Тоби. В эпизоде «Дивали» (3 сезон 6 серия) он исполняет пародию «The Chanukah Song». В эпизоде «Команда мечты» (5 сезон 22 серия) он исполняет «Achey Breaky Fart» (пародия «Achy Breaky Heart») и «My Stumps» (пародия «My Humps»). Майкл надеется закончить видеосъёмку своего сценария «Уровень тревоги: Полночь», который был найден и прочитан сотрудниками офиса; в одноимённом эпизоде (7 сезон 17 серия) они смотрят готовый фильм.
Майкл обожает Мерил Стрип и в эпизоде «Работа» (3 сезон 24 серия) описывает её как «лучшую актрису», а потом изображает её героиню из фильма «Дьявол носит Prada». Ему нравятся Википедия и YouTube, но он не совсем понимают, как они работают, и принимает данные сайты за новостные источники. Майклу нравится творчество Билли Джоэла и U2, а также фильмы «Дрянные девчонки», «Малышка на миллион», «Крепкий орешек», «Чего хочет девушка» и сериалы «Альф», «Красавцы», «Секс в другом городе» и «Близкие друзья». Несмотря на увлечение поп-культурой, Майкл кажется далёким от популярных отсылок к ней, как, например, когда он называет молодого ассистента Джен Джеймсом Ван Дер Биком, или же его звонки на телефоне, такие, как «My Humps» и «Mambo Number Five».
В эпизоде «День рождения Майкла» (2 сезон 19 серия) он демонстрирует своё умение играть в хоккей на льду. В старшей школе, когда учительница математики сказала ему, что его собираются отчислять, он на следующий же день в хоккейном матче забил самое большое число голов за всю историю своей хоккейной команды. Майкл приглашал потенциальных клиентов «Дандер Миффлин» на хоккейные матчи «Уилкс-Барре/Скрантон Пингвинз». Он демонстрировал своё увлечение баскетболом в эпизодах «Пожар» (2 сезон 4 серия), «Баскетбол» (1 сезон 5 серия) и «Прощай, Майкл» (7 сезон 22 серия), несмотря на то что ужасно в него играет.
Майклу также нравится его пара джинсов от бренда «Levi’s», которые он однажды сдал в профессиональную химчистку, что стало причиной появления в офисе неформальных пятниц; его кружка «Лучший босс в мире» из магазина «Spencer Gifts» и автомобиль Chrysler. На протяжении первых 3 сезонов Майкл ездит за рулём Chrysler Sebring, но в эпизоде «Деньги» (4 сезон 7 серия) он обменивает его вместе с Volvo Джен на Porsche Boxster. После их отношений он ездит на Chrysler PT Cruiser, а потом получает улучшенную версию Chrysler, когда «Бумажную компанию Майкла Скотта» официально покупает «Дандер Миффлин». Майкл любит планировать фантастические предпринимательские схемы, которые он хотел бы начать, например, магазин обуви «Shoe La La», или бумажная компания «Майкл».

### Индивидуальность и стиль управления
Несмотря на мастерство в сфере продаж, Майклу не хватает множества базовых социальных навыков, в том числе навыков в менеджменте. Однажды Джим даже сделал круговую диаграмму времяпровождения Майкла на работе: 80% отвлекания других, 19% прокрастинации и 1% критического мышления (при этом 1% критического мышления он добавил специально, чтобы люди смогли увидеть его на диаграмме). Непринуждённый подход к работе заканчивается низкой производительностью сотрудников, особенно когда Майкл ставит личные интересы выше остальных (свой день рождения, день рождения кого-то из сотрудников, или свои семинары). Для того, чтобы не получить дисциплинарное наказание за свои глупые действия, Майкл привык выставлять козлом отпущения кого-то из офиса, чтобы защитить себя. Его действия чаще всего приводят к плохим последствиям весь филиал, но он всё ещё считает компанию весёлым местом, и сравнивает его с фильмом «Зверинец». При этом Майкл сильно огорчается, когда один из лучших продавцов из Ютики в телефонном разговоре заявляет, что Скрантон «хуже Камдена».
Майкл часто ставит свои обязанности, как регионального менеджера, на второй план в пользу дружбы с коллегами. Он может вести и корпоративные мероприятия, как, например, премию «Данди» в одноимённом эпизоде (2 сезон 1 серия) и организовывать дни рождения сотрудников, несмотря на ограничение для трат на одного из них в год. В эпизоде «Дуэль» (5 сезон 12 серия) филиал «Дандер Миффлин» в Скрантоне превосходит по продажам филиалы Ютики и Нашуа, и Майкла вызывают в главный офис, чтобы он ответил, как смог достичь подобных результатов. После нескольких минут невнятной болтовни начальство признаёт, что он определённо делает что-то правильно, но они никогда не узнают, что именно. Из-за этого Майкла заставляют читать лекции о его мудрости в сфере продаж, но вместо этого он раздражает сотрудников бессмысленной болтовнёй, потому что не может объяснить, как у него всё получается.
Некомпетентность Майкла во многих вопросах не является препятствием для его проявлений доброты по отношению к окружающим. Его стремление достичь семейных взаимоотношений с сотрудниками филиала Скрантона заставляет их поначалу ненавидеть своего начальника, но впоследствии они действительно становятся дружнее и ближе друг к другу. Когда Майкл принимает решение уволиться из «Дандер Миффлин», сотрудники даже исполняют для него трогательную песню. В эпизоде «Крах» (5 сезон 25 серия) становится известно, что Майкл не может хранить секреты и легко может проболтаться, несмотря на заранее установленную договорённость о молчании (речь о банкротстве «Бумажной компании Майкла Скотта»). Он показывает своё мастерство вести переговоры в той же серии, когда убеждает вернуть его, Пэм и Райана в «Дандер Миффлин» на прежних условиях.
В эпизоде «Убийство» (6 сезон 10 серия) Дуайт упрекает Майкла в том, что он не участвует в постановочной игре офиса и напрасно тратит время. Майкл говорит, что сотрудники самостоятельно могут развлекаться и без его участия; Джим же понимает, что этой игрой Майкл пытался всех отлечь от возможной потери работы из-за новостной статьи о банкротстве «Дандер Миффлин». Это не единственное его проявление эмпатии к коллегам на протяжении сериала. В эпизоде «Школа бизнеса» (3 сезон 17 серия) Пэм устраивает выставку рисунков, на которую приглашает всех сотрудников, однако никто, кроме Оскара Мартинеса и его молодого человека (оба раскритиковали её рисунки) туда не приходит. Уже под конец приезжает Майкл, и говорит, что сильно ею гордится, а также покупает рисунок здания «Дандер Миффлин» и вешает его рядом со своим кабинетом. В эпизоде «Семинар» (7 сезон 17 серия) Майкл даёт совет Энди, как поднять его провисающие продажи, рекомендуя тренироваться во время встреч с коллегами.
Привычка Майкла шутить и подкалывать коллег, как своих близких друзей, идёт вразрез с рабочим этикетом. Энциклопедические знания бумажной индустрии становятся главной причиной большого количества клиентов филиала Скрантона (эпизоды «Клиент» (2 сезон 7 серия) и «Высокая конкуренция» (5 сезон 24 серия)). В эпизоде «Посвящение» (3 сезон 5 серия) Пэм раздражают пустые и бессмысленные разговоры Майкла по телефону с потенциальными клиентами (в том числе имитацию Билла Косби), но позднее она понимает, что именно благодаря такой манере речи ему удаётся заполучить одного из главных клиентов филиала. Майкл запоминает людей благодаря словесным ассоциациям, например, «Плешивый» (англ. baldy) или «Толстяк» (англ. fatso), которые оскорбительны, но работают в его пользу. Несмотря на неудачную попытку работать в области телемаркетинга, Майклу говорят, что он был бы популярен и пользовался уважением людей в офисе среди своих коллег, но не подчинённых.
Майкл любит «Дандер Миффлин» и невероятно предан компании, пусть начальство и не всегда лояльно к нему. Так, в эпизоде «Прибавка» (3 сезон 19 серия), когда один из сотрудников склада, Дэррил, просит прибавку, становится известно, что за 14 лет работы Майкл зарабатывает столько же, сколько и Дэррил. Он едет в Нью-Йорк и требует у Джен прибавки. В эпизоде «Новый босс» (5 сезон 20 серия) Дэвид Уоллес, финансовый директор «Дандер Миффлин», целый день игнорирует звонки Майкла. Из-за того, что вечеринка Майкла по случаю 15-летия в компании отменена новым руководителем, Чарльзом Майнером, он снова едет в Нью-Йорк к Уоллесу. Майкл говорит Уоллесу, что уже долгие годы работает в «Дандер Миффлин» и требует более уважительного отношения к себе. В ответ на это Уоллес, выслушав его рассказ, говорит, что вечеринка будет организована и он приедет на неё. Майкл же, осознавая, что над ним подшучивают, заявляет, что увольняется из «Дандер Миффлин».

## Отношения
Майкл склонен переоценивать его важность в глазах подчинённых, и даже открыто презирает некоторых из них, но у него всё равно существует с ними близкая связь. Большинство коллег всегда запоминают оскорбительные шутки Майкла, основанные на расизме, сексизме, бодишейминге, лукизме и гомофобии.
В эпизоде «День различий» (1 сезон 2 серия) Майкл устроил специальное мероприятие для филиала, где у каждого на лбу была табличка с обозначением расы (сам же Майкл провозгласил себя Мартином Лютером Кингом, которого считает своим идеалом), и сотрудники должны были общаться друг с другом так, чтобы собеседник по манере речи или озвученных фактах понял, кого представляет. Майкл изобразил акцент Келли Капур, сотрудницы из Индии, за что она ударила его по лицу. В эпизоде «Забег: Часть 1» (4 сезон 1 серия) он случайно сбивает на своей машине Мередит. В эпизоде «Свадьба Филлис» (3 сезон 16 серия) он произносит оскорбительный тост, за что его выгоняют. В удалённой сцене того же эпизода Майкл узнаёт, что Филлис его ненавидит. В эпизоде «Охота на геев» (3 сезон 1 серия) Майкл узнаёт, что Оскар гей, и рассказывает об этом всему филиалу без его разрешения. Тем не менее, сотрудники офиса терпеливы к подобным ситуациям, а когда он мешает им работать, припоминают его личные проблемы.
Взаимоотношения Майкла с сотрудниками склада очень напряжённые. У него есть привычка приходить на склад и мешать рабочему процессу. Дэррил Филбин, начальник склада, высказывал Майклу недовольство из-за огромной разницы в заработной плате между сотрудниками офиса и склада. Дэвид Уоллес (финансовый директор) терпит все выходки Майкла исключительно из-за его преданности компании, однако на своей единственной встрече с руководителями он оскорбляет их всех, и генерального директора Алана Брэнда.
Многие сотрудники «Дандер Миффлин» еле терпят Майкла, но со временем начинают понимать особенности его поведения и проявлять к перепадам настроения больше терпения. Наиболее далеко Майкл продвинулся во взаимоотношениях с Пэм, которую, как и остальные сотрудники (не считая Джима) ни во что не ставил, но с годами у них сформировалась крепкая дружба и доверительные рабочие отношения. Несмотря на все конфликтные ситуации, в офисе очень рады тому, что Майкл встречается с Холли Флакс, и помогают Майклу организовать помолвку, а также прощаются с ним, когда он уезжает в Колорадо ради Холли. В эпизоде «Прощай, Майкл» (7 сезон 22 серия) Джим приглашает Майкла на «прощальный» обед, но понимает, что этого никогда не случится. Потом он говорит, что Майкл был его лучшим начальником.

### Отношения с Джен Левинсон
Романтические отношения Майкла и Джен Левинсон впервые стали развиваться во 2 сезоне (эпизод «Клиент»), когда Майкл помог Джен заключить сделку и они провели всю ночь вместе, и Джен делилась своими переживаниями по поводу недавнего развода с мужем, мистером Голдом. На следующий день Джен отрицает, что между ней и Майклом что-то может быть, а также называет произошедшее между ними прошлой ночью ошибкой. Со временем они начинают встречаться, но их отношения кажутся окружающим непонятными и странными из-за властного характера Джен и чрезмерного желания Майкла выражать свои чувства на публике. В эпизоде «Работа» (3 сезон 24 серия) Джен увольняют из «Дандер Миффлин», после чего она, будучи безработной, тратит все деньги Майкла и практически делает его банкротом. В эпизоде «Показания» (4 сезон 12 серия) Майкл выступает свидетелем по делу неправомерного увольнения Джен, однако во время дачи показаний узнаёт, что она не считала их отношения романтическими и серьёзными, а также предлагала уволить Майкла из-за его неподчинения начальству Нью-Йорка; в ответ на это Майкл встал на защиту «Дандер Миффлин», когда возник вопрос о честном отношении начальства к подчинённым (несмотря на то, что ранее Дэвид Уоллес также сказал, что никогда не рассматривал Майкла как серьёзного кандидата на место Джен в Нью-Йорке). В эпизоде «Званый ужин» (4 сезон 13 серия) Майкл и Джен приглашают к себе домой других сотрудников офиса, и во время мини-тура по дому Майкл рассказывает, что Джен не нравились белые стены в спальне, из-за чего она перекрасила их в цвет яичной скорлупы; также Майклу приходится спать на небольшой тахте перед кроватью, потому что Джен не любит делить кровать с кем-либо. В тот же вечер они окончательно ругаются из-за стремления Джен быть главной в доме и помыкать Майклом, после чего расстаются. В эпизоде «Прощай, Тоби» (4 сезон 18 серия) становится известно, что Джен забеременела благодаря процедуре ЭКО, но отец ребёнка не Майкл, потому что она не хотела иметь от него детей.

### Отношения с Холли Флакс
Майкл впервые встречает Холли Флакс в конце сезона 4 (эпизод «Прощай, Тоби»), и сразу же стремится поближе с ней познакомиться, потому что она разделяет его чувство юмора. Они практически сразу начинают встречаться, однако в эпизоде «Перевод» (5 сезон 6 серия), когда Холли вынуждена перейти на работу в другой филиал, т.к. глава в Нью-Йорке узнал об их отношениях, понимают, что у них нет будущего из-за расстояния. В следующий раз они встречаются на общем пикнике в эпизоде «Корпоративный пикник» (5 сезон 28 серия), где становится понятно, что они до сих пор любят друг друга, но Холли уже встречается с другим мужчиной; Майкл, тем не менее, высказывает предположение, что они всё равно сойдутся даже через много лет, и он не будет спешить. В эпизоде «Гаражная распродажа» (7 сезон 19 серия) он всё же делает ей предложение, и она соглашается; при этом они также пародируют речь мастера Йоды. В эпизоде «Прощай, Майкл» (7 сезон 22 серия) он улетает в Колорадо к Холли и её родителям. В финале становится известно, что у них есть дети; NBC разместили фотоальбом с героями сериала, где было сказано, что они ожидают уже 4 ребёнка.

## Популярность фразы «Сказала она!»
Выражение «Сказала она!» (англ. That’s what she said!) впервые стало использоваться ещё в 1970-х, и к моменту создания сериала не была особенной или редко встречающейся, но «Офис» во многом помог популяризовать её снова. В интернете существуют десятки подборок с Майклом Скоттом, произносящим эту фразу. Примечательно то, что последняя фраза Майкла как основного персонажа «Офиса» — именно «сказала она!», как и первая его фраза в последнем эпизоде в качестве специального гостя такая же.